# La Chapelle-Iger
La Chapelle-Iger è un comune francese di 163 abitanti situato nel dipartimento di Senna e Marna nella regione dell'Île-de-France.

## Società

### Evoluzione demografica
Abitanti censiti